# BET-10
El BET-10 o BET (Bucharest Exchange Trading index) es un índice bursátil formado por 10 compañías que se negocia en la Bolsa de Bucarest. Fue lanzado al mercado el 19 de septiembre de 1997 con un valor de 1000,00 puntos.
Las compañías más importantes que componen este índice son BRD, SNP Petrom y Banca Transilvania, con una ponderación alrededor del 20% cada una.
El 3 de mayo de 2007 alcanzó los 8841.02 puntos.

## Componentes
| Compañía                      | ICB Sector           | Símbolo | Peso en el índice (%) |
| ----------------------------- | -------------------- | ------- | --------------------- |
| Antibiotice                   | Farmacéutica         | ATB     | 4.21                  |
| Banca Transilvania            | Banca                | TLV     | 19.12                 |
| Biofarm                       | Farmacéutica         | BIO     | 3.49                  |
| BRD                           | Banca                | BRD     | 20.75                 |
| Impact Developer & Contractor | Bienes inmobiliarios | IMP     | 4.33                  |
| Petrom                        | Petróleo             | SNP     | 22.85                 |
| Rompetrol                     | Petróleo             | RRC     | 8.22                  |
| SSIF Broker                   | Aseguradora          | BRK     | 3.07                  |
| Transelectrica                | Electricidad         | TEL     | 5.73                  |
| Transgaz                      | Gas natural          | TGN     | 8.24                  |